# Glenea extrema
Glenea extrema är en skalbaggsart som beskrevs av Sharp 1900. Glenea extrema ingår i släktet Glenea och familjen långhorningar. Inga underarter finns listade i Catalogue of Life.